# 1500 год в науке
В 1500 году были различные научные и технологические события, некоторые из которых представлены ниже.

## События
- Составлена карта Хуана де ла Коса, является старейшей, на которой представлена Америка.
- Разработана Иоганнесом Стабиусом картографическая проекция, которая в дальнейшем была улучшена Иоганнесом Вернером (Проекция Вернера).

## Астрономия
- 1—24 июня — Йоханнес Вернер провёл наблюдения за кометой[1].
- 5—6 ноября — Николай Коперник наблюдал лунное затмение из Рима.

## Географические открытия
- 9 марта — 22 апреля — открытие Бразилии экспедицией Педру Алвариша Кабрала, в составе 13-ти каравелл с 1200 человек экипажа.

## Родились
- Руи Лопес де Вильялобос (ум. 1544) — испанский исследователь.

## Скончались
- 28 мая — Бартоломеу Диаш (род. 1451)— португальский мореплаватель (утонул в море).